# Titidius rubescens
Titidius rubescens es una especie de araña del género Titidius, familia Thomisidae.

## Distribución
Esta especie se encuentra en América del Sur: Venezuela, Brasil, Guyana y Surinam.

## Taxonomía
Fue descrita por Caporiacco en 1947.
Tratamiento taxonómico
La especie aparece registrada y publicada en Diagnosi preliminari de specie nuove di aracnidi della Guiana Brittanica raccolte dai professori Beccari e Romiti. Monitore Zoologico Italiano 56: 20–34.